# Per Ankre
Per Axel Ankre (nascut el 4 d'agost de 1948) és un jugador d'handbol noruec, ja retirat, que va competir als Jocs Olímpics d'estiu de 1972.
Va néixer a Oslo, té un màster en Ciències Econòmiques i Administració d'Empreses i va representar el club SK Arild. El 1972 va formar part de l'equip noruec que va quedar novè en el torneig olímpic, en el qual va jugar els cinc partits i va marcar deu gols. Després dels Jocs Olímpics de 1972 va jugar professional a la Secció d'handbol de l'Atlètic de Madrid fins al 1975. Des de 1975 fins a 1983 va treballar amb Scandinavian Bulk Traders AS. Scanfiber AS el 1983, una empresa comercial dins de la indústria forestal. Scanfiber AS està important matèries primeres de fusta per a la indústria de la pasta i el paper a Europa des de fonts estrangeres, inclòs el comerç de pasta de pasta dins d'Europa.